# Miles Falcon

Miles M.3 Falcon, 3 getekende aanzichten

De  Miles Falcon  is een Engels eenmotorig laagdekker sportvliegtuig met drie of vier zitplaatsen. Ontwikkeld en geproduceerd door de Miles Aircraft. De eerste vlucht vond plaats in oktober 1934. Er zijn totaal 36 exemplaren geproduceerd.

## Ontwerp en historie
De Miles Falcon was een eenmotorig laagdekker sportvliegtuig. Het had een vast landingsgestel met een staartwiel. Het vliegtuig was technisch grotendeels gelijk aan de Miles M.2F Hawk Major, maar had side-by-side zitplaatsen achter de piloot en een gesloten cockpit. Net als de Miles Hawk en de vergelijkbare Miles Magister is de Falcon geheel gebouwd van hout. Ook de bekleding van de romp en de vleugels bestaat uit houten beplating. Het prototype, de G-ACTM, maakte zijn eerste vlucht vanaf Woodley Aerodrome op 12 oktober 1934. Ditzelfde vliegtuig zou, uitgerust met extra grote brandstoftanks, meedoen aan de London – Melbourne race. 
De originele M.3 en M.3A Falcon Major hadden een viercilinder 130 pk motor, die qua vermogen aan de kleine kant was. Vanaf de latere M.3B Falcon Six versies werd een grotere de Havilland zescilinder motor van 200 pk geplaatst. 
Een ruimere versie met vijf zitplaatsen werd in 1935 ontwikkeld als de M.4 Merlin.

## Varianten
M.3
Prototype driezitter versie met een 130 pk de Havilland Gipsy Major motor. 1 exemplaar gebouwd.
M.3A Falcon Major
Productie vierzitter versie met 130 pk de Havilland Gipsy Major motor. 18 stuks gebouwd.
M.3B Falcon Six
Driezitter versie met een 200 pk de Havilland Gipsy Six motor. 11 stuks gebouwd.
M.3C Falcon Six
Vierzitter met dubbele besturing en een 200 pk de Havilland Gipsy Six motor. 1 stuks gebouwd.
M.3D
Versterkte variant met een 200 pk de Havilland Gipsy Six motor. 3 stuks gebouwd.
M.3E
Variant met een 200 pk de Havilland Gipsy Six motor. 1 stuks gebouwd, maar ongecertificeerd.
M.3F
Aangepaste M.3B voor een Fairey wing, testversie voor diverse aerodynamische aanpassingen.
Miles Gilette Falcon
Één aangepast researchvliegtuig voor het supersonische M.52 programma.